# Coupe de l'America 1995
La Coupe de l'America 1995, vingt-neuvième édition de la Coupe de l'America, a lieu à San Diego du 6 au 13 mai 1995. Elle oppose dans une série au meilleur des neuf courses le defender américain, dirigé par Dennis Conner sur le voilier Young America au défi néo-zélandais dirigé par Peter Blake et dont le skipper est Russell Coutts sur le voilier Black Magic. 
Les Néo-Zélandais remportent le match de la coupe de l'America sur le score de cinq à zéro.

## Déroulement de la compétition
Le match de la Coupe de l'America oppose le defender, déterminé au terme de la Citizen Cup, à un challenger issu de la Coupe Louis-Vuitton.

### Citizen Cup
Trois syndicats disputent la Citizen Cup pour défendre les couleurs américaines lors du match de la Coupe de l'America : PACT95, dirigé par  John Marshall, avec le voilier Young America;  Dennis Conner est le patron de Team Dennis Conner et le voilier Stars & Stripes. Dennis Conner est le premier américain à échouer lors de la défense du trophée face à Australia II lors de l'édition de 1983 (en), puis est allé reprendre la coupe en Australie en 1987 (en) avant de défendre le trophée en 1988 (en). Le dernier défi est mené par Bill Koch (en), vainqueur de l'édition précédente (en). Ce défi, qui navigue avec America³ puis Mighty Mary, est entièrement féminin, dirigé par Dawn Riley (en) avant que David Dellenbaugh ne soit ensuite nommé au poste de tacticien.
Young America termine en tête de la première phase, disputée sous la forme de quatre round robin. Il remporte également les demi-finales, devant Mighty Mary et Stars & Stripes, les trois bateaux disputant finalement la finale après un accord entre les trois syndicats.
La décision a lieu lors de la dernière régate entre Stars & Stripes et Mighty Mary. Ce dernier, dont David Dellenbaugh a pris la barre, domine son adversaire avec une avance de 4 min 8 s. Après le passage de la dernière marque, Dellenbaugh ne couvre pas son adversaire. Mighty Mary, qui tombe sur une zone sans vent, voit son adversaire remonter et, pour tenter de contrer ce retour, essaye un virement mal maitrisé entrainant un tour sur lui-même. Malgré le déchirement de son premier spinnaker qui traine un moment dans l'eau, Stars & Stripes profite de son deuxième spinnaker pour devancer son adversaire et s'imposer de 52 s.

### Coupe Louis-Vuitton

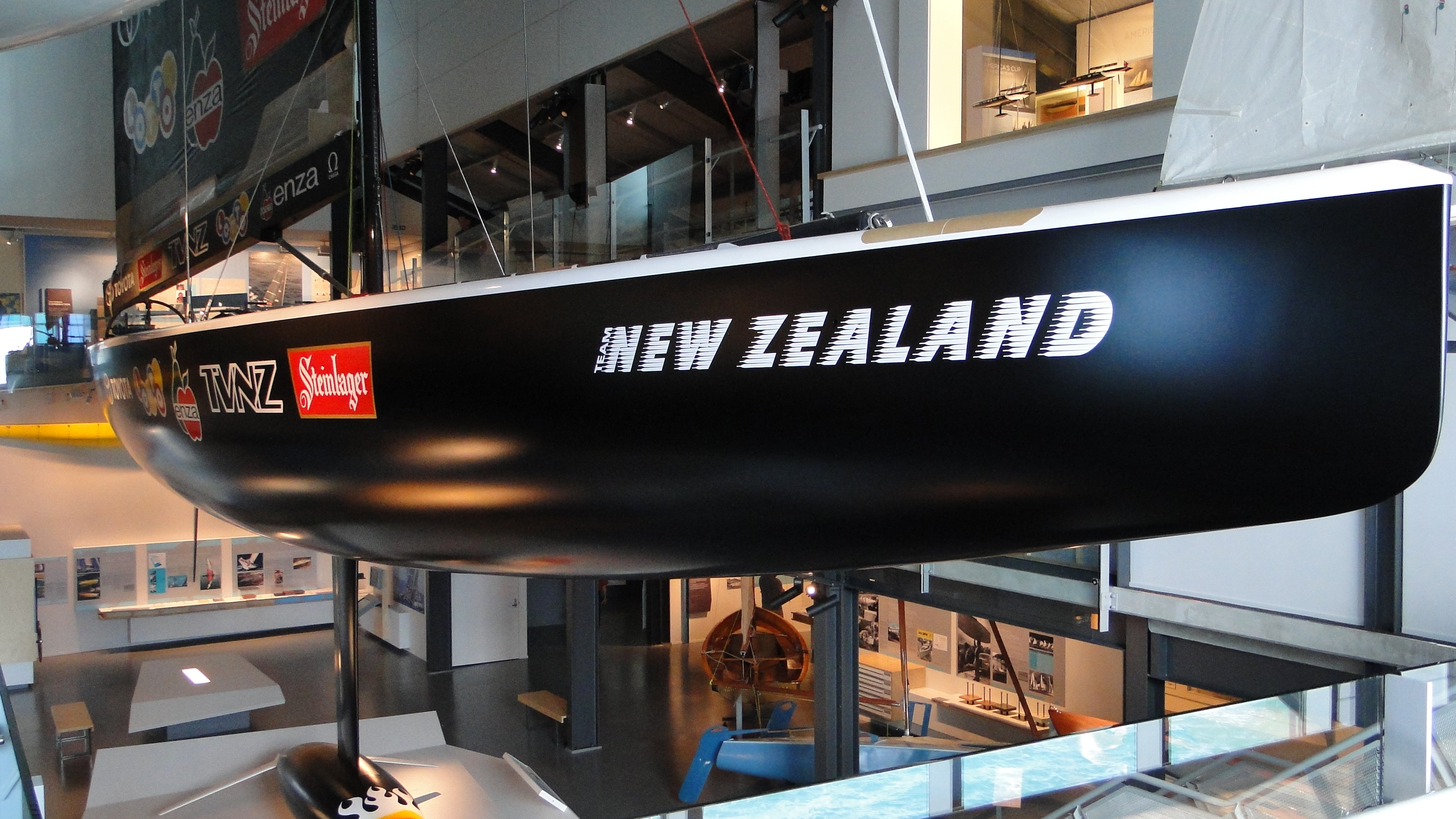
Black Magic.

Sept défis, représentant cinq pays, sont présents lors de la Coupe Louis-Vuitton afin d'obtenir la possibilité d'affronter le defender américain lors du match de la Coupe de l'America. La Nouvelle-Zélande est représentée par deux syndicats, Team New Zealand, dirigé par Peter Blake et dont le skipper est Russell Coutts, et Tag Heuer Challenge, syndicat dirigé par Chris Dickson. L'Australie est représentée par oneAustralia (en) de John Bertrand, vainqueur de la Coupe de l'America 1983, et Sydney 95 de Syd Fischer. France America 95, avec le voilier France 2, syndicat dirigé par Marc Pajot représente la France, Spanish Challenge de Pedro Campos Calvo-Sotelo l'Espagne et Nippon Challenge de Makoto Namba le Japon.
Les deux bateaux néo-zélandais se qualifient au terme d'une qualification disputée sous la forme de quatre round robin pour les demi-finales, OneAustralia et Nippon Challenge étant les deux autres voiliers. Team New Zealand, désormais représenté par le voilier Black Magic ou NZL-32, préféré à NZL-38, voilier utilisé lors des quatre round robin initiaux, est opposé à OneAustralia en finale de la Coupe Louis-Vuitton. Les Néo-Zélandais s'imposent sur le score de cinq à un.

### Le match de la Coupe de l'America

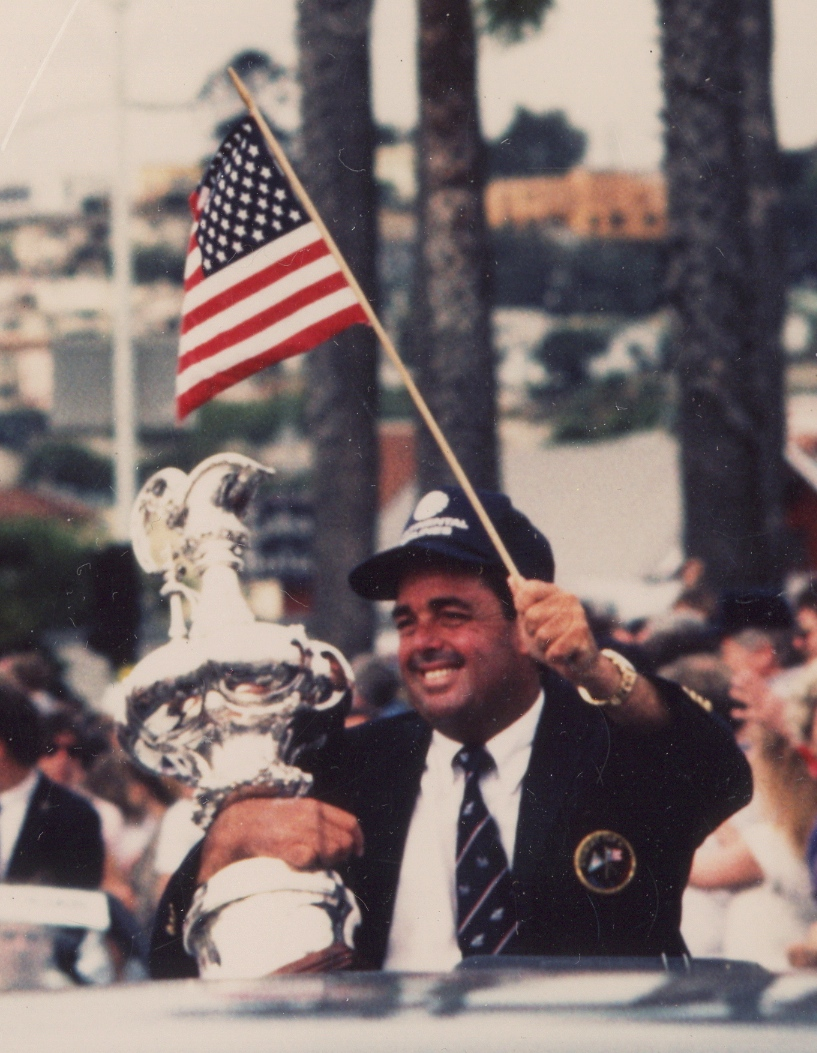
Dennis Conner en 1987.

Le match de la Coupe de l'America oppose le defender américain, dirigé par Dennis Conner et barré par Paul Cayard, sur le voilier Young America, à Black Magic, voilier du défi néo-zélandais Team New Zealand dirigé par Peter Blake et dont le skipper est Russell Coutts. Dennis Conner a un passé commun avec Team New Zealand : il est vainqueur lors de l'édition de 1987 (en) de la finale de la Coupe Louis-Vuitton face au défi néo-zélandais dirigé par Chris Dickson, puis, après un passage par les tribunaux, lors de l'édition 1988 (en) avec un catamaran. De plus Paul Cayard, le barreur du bateau américain, a éliminé les Néo-Zélandais en finale de la Coupe Louis-Vuitton avant de perdre la finale de l'édition 1992 (en) avec le défi italien Il Moro di Venezia face à America³ de Bill Koch (en).

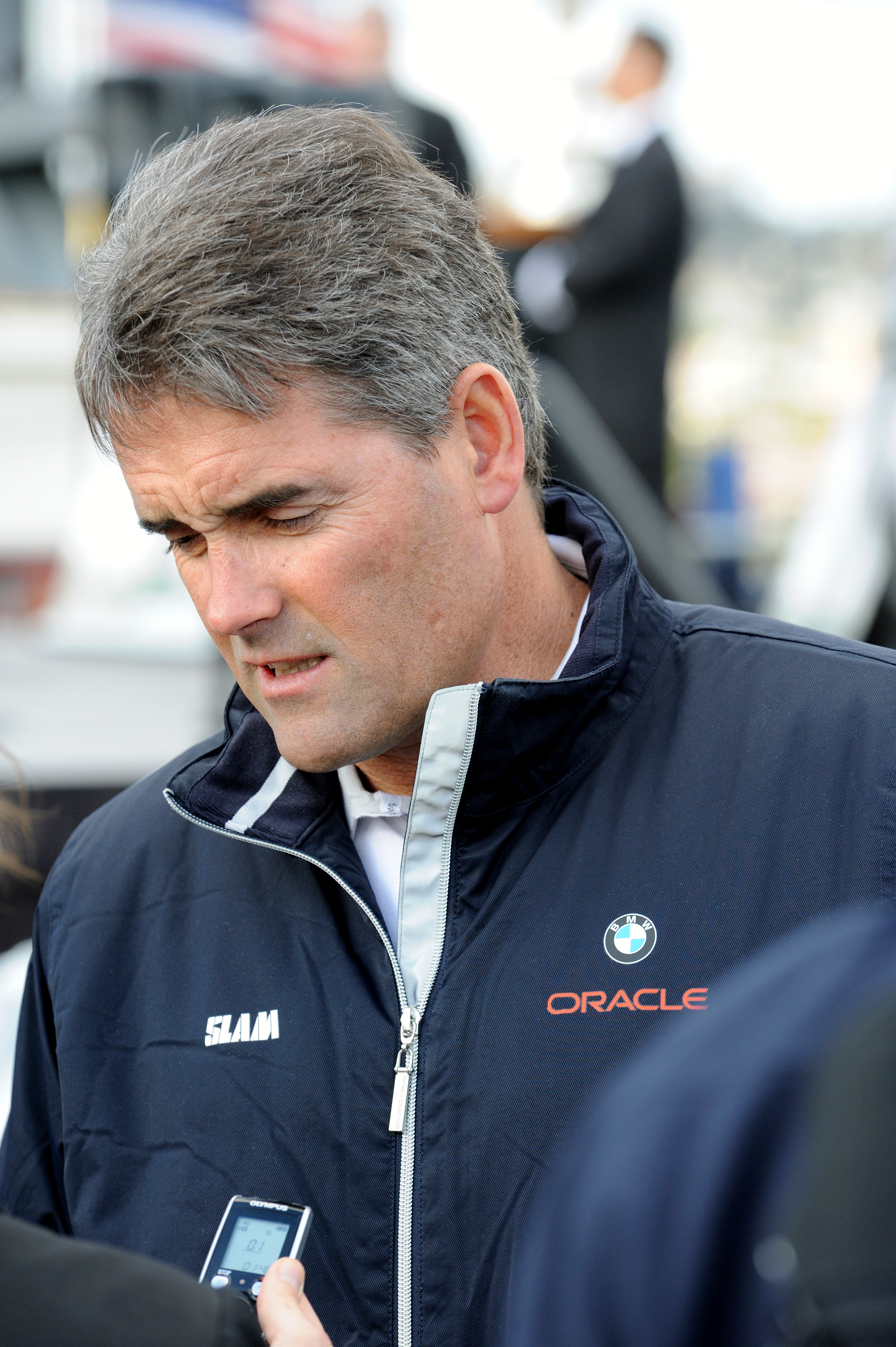
Russell Couts, ici en 2010.

Dennis Conner a réussi à convaincre PACT 92, puis le comité de la Coupe de l'America, de pouvoir remplacer son voilier  Stars & Stripes par Young America, qu'il juge plus rapide : celui-ci a remporté 24 régates contre 12 défaites, le bateau de Conner remportant 20 victoires et concédant 18 défaites.
Les Néo-Zélandais, vainqueurs cinq à un des Australie de OneAustralia de John Bertrand en finale de la Coupe Louis-Vuitton, concourt sur Black Magic, toujours préféré à NZL-38. 
Dès la première course, le voilier néo-zélandais s'impose face à son adversaire : après deux premiers bords dans une mer agitée où les deux bateaux sont proches, Black Magic s'échappe ensuite, parfaitement maitrisé par l'équipage de Russell Coutts alors Paul Cayard et ses hommes continuent de découvrir les caractéristiques de leur nouveau voilier. Le bateau néo-zélandais franchit la ligne d'arrivée avec une avance de 2 min 45 s. Black Magic remportent les régates suivantes avec 4 min 14 s, 1 min 51 s, 3 min 37 s et 1 min 50 s d'avance pour remporter le match par cinq manches à zéro. Pour la deuxième fois de son histoire, la Coupe de l'America quitte les États-Unis. Après avoir été le premier américain à perdre la coupe, puis le premier à la reconquérir, Dennis Conner devient le premier américain à perdre deux fois l'aiguière d'argent. Le commentateur  Peter Montgomery est alors l'auteur d'une phrase célèbre : « the America’s Cup is now New Zealand’s cup! ».

## Résultats
| Les victoires sont sur fond vert. |

| Date   | Young America | Black Magic     | Delta      | Score | Score |                 |            |   |   |
| ------ | ------------- | --------------- | ---------- | ----- | ----- | --------------- | ---------- | - | - |
| Date   | Young America | Black Magic     | Delta      | 6 mai |       | 2 h 17 min 43 s | 2 min 45 s | 0 | 1 |
| 8 mai  |               | 2 h 37 min 37 s | 4 min 14 s | 0     | 2     |                 |            |   |   |
| 9 mai  |               | 2 h 17 min 28 s | 1 min 51 s | 0     | 3     |                 |            |   |   |
| 11 mai |               | 2 h 34 min 38 s | 3 min 37 s | 0     | 4     |                 |            |   |   |
| 13 mai |               | 2 h 22 min 35 s | 1 min 50 s | 0     | 5     |                 |            |   |   |